# Цмерешка Горца
Цмерешка Горца (словен. Cmereška Gorca) — поселення в общині Подчетртек, Савинський регіон, Словенія. Висота над рівнем моря: 299 м.